# Sinojohnstonia
- Commons
- Wikispecies

Sinojohnstonia é um gênero de plantas pertencente à família Boraginaceae.

## Espécies
Estão descritas quatro espécies:
- Sinojohnstonia chekiangensis (Migo) W. T. Wang ex Z. Y. Zhang
- Sinojohnstonia moupinensis (Franch.) W. T. Wang
- Sinojohnstonia plantaginea Hu
- Sinojohnstonia ruhuaii W. B. Liao & Lei Wang